# تاتيانا سواريز
تاتيانا سواريز (بالإنجليزية: Tatiana Suarez؛ مواليد 19 ديسمبر 1990) هي مُقاتلة فنون قتالية مختلطة أمريكية.

## وصلات خارجية
- تاتيانا سواريز على موقع يو إف سي (الإنجليزية)
- تاتيانا سواريز على موقع شيردوغ (الإنجليزية)
- تاتيانا سواريز على موقع Tapology.com (الإنجليزية)
- تاتيانا سواريز على موقع قاعدة بيانات المصارعة الدولية (الإنجليزية)
- تاتيانا سواريز على موقع اللجنة الأولمبية والبارالمبية الأمريكية (الإنجليزية)
- تاتيانا سواريز على موقع IMDb (الإنجليزية)
- تاتيانا سواريز على موقع قاعدة بيانات الفيلم (الإنجليزية)